# Limnophora cinerifulva
Limnophora cinerifulva este o specie de muște din genul Limnophora, familia Muscidae, descrisă de Feng în anul 1999.
Este endemică în Sichuan. Conform Catalogue of Life specia Limnophora cinerifulva nu are subspecii cunoscute.